# جيل غوتيرز
جيل غوتيرز (بالإسبانية: Gil Gutierrez)‏ هو ملحن وعازف قيثارة مكسيكي، ولد في 1 مايو 1962.

## وصلات خارجية
- الموقع الرسمي
- جيل غوتيرز على موقع ميوزك برينز (الإنجليزية)